# Двадесет и пети артилерийски полк
Двадесет и пети артилерийски полк е български артилерийски полк, формиран през 1916 година, взел участие в Първата световна война (1915 – 1918).

## Формиране
Полкът е формиран на 8 ноември 1916 в с. Карамурад под името Сборен артилерийски полк, състои се от две артилерийски отделения с по три батареи и влиза в състава на 13-а артилерийска бригада. Взема участие в Първата световна война (1915 – 1918). През 1917 г. е преименуван на Двадесет и пети артилерийски полк. Разформиран е на 4 октомври 1918 г. в Гюмюрджина.

## Наименования
През годините полкът носи различни имена според претърпените реорганизации:
- Сборен артилерийски полк (8 ноември 1916 – 1917)
- Двадесет и пети артилерийски полк (1917 – 4 октомври 1918)

## Командири
Званията са към датата на заемане на длъжността.
| №  | звание    | име           | дати                 |
| -- | --------- | ------------- | -------------------- |
| 1. | Полковник | Кирил Николов | Първа световна война |